# Francisco Liaño
Francisco Liaño Fernández (Santander, 16 novembre 1964) è un ex calciatore spagnolo, di ruolo portiere.

## Carriera
Nella sua carriera, lunga quattordici anni, ha vestito le maglie di Racing Santander, Sestao, Deportivo e Sporting Gijón. Ha fatto parte del cosiddetto Super Depor, ovvero la formazione del Deportivo della fine degli anni novanta.
Cresciuto calcisticamente nel Racing Santander, inizia la sua carriera da professionista proprio nel club santanderino nel 1984, rimanendovi fino al 1990. Dopo sole 21 presenze, e con la retrocessione del club in Segunda División, si trasferisce nel Sestao, anch'esso militante in Segunda. Qui disputan 38 partite e subisce 28 gol, cosa che gli fa vincere il Trofeo Zamora di Segunda División. Dopo un solo anno, torna in Primera trasferendosi al Deportivo. Chiuso nella prima stagione da Juan Canales, nel 1993 guadagna un posto da titolare, chiudendo la stagione con 37 partite e 31 gol subiti, dati che permettono a lui di vincere il suo primo Trofeo Zamora di Primera División e al Deportivo di qualificarsi per la prima volta nella sua storia alla Coppa UEFA. L'anno successivo è quasi migliore di quello appena concluso: con i suoi 18 gol subiti in 38 gare vince il secondo Trofeo Zamora, stabilisce il nuovo record, tuttora imbattuto benché eguagliato da Jan Oblak, nella Liga. In Europa il Deportivo arriva agli ottavi di finale, arrendendosi all'Eintracht Francoforte. Il 1995 è l'anno dei trofei: vince infatti prima la Copa del Rey (primo titolo nella storia del club) e in seguito la Supercopa de España, pur infortunandosi nella prima metà della stagione.
L'anno successivo inizia con il nuovo tecnico John Toshack che gli preferisce Juan Canales. Però, Liaño si riconquista il posto da titolare nella seconda parte della stagione. Nell 1996 lascia dopo 5 anni ad alti livelli il Deportivo per trasferirsi allo Sporting Gijón]. Qui vive due stagioni chiuso dal veterano Juan Carlos Ablanedo, disputando solo 2 partite in campionato. Si ritira dai campi al termine della stagione 1998, contando in carriera 165 partite e solo 142 gol subiti, una Copa del Rey, una Supercopa de España, un Trofeo Zamora di Segunda División e due di Primera División.

## Palmarès

### Club

#### Competizioni nazionali
- Coppa di Spagna: 1

Deportivo La Coruña: 1994-1995
- Supercoppa di Spagna: 1

Deportivo La Coruña: 1995

### Individuale
- Trofeo Zamora di Segunda División: 1

1991
- Trofeo Zamora di Primera División: 2

1993, 1994